# Oberösterreichischer Bauernbund
Der Oberösterreichische Bauernbund (OÖ Bauernbund) ist neben dem Österreichischen Arbeitnehmerinnen- und Arbeitnehmerbund, dem Österreichischen Wirtschaftsbund und dem Österreichischen Seniorenbund eine der wichtigsten Teilorganisationen der Oberösterreichischen Volkspartei (OÖVP). Er ist die größte parteipolitische Interessensvertretung Oberösterreichs. Mit seinen mehr als 37.000 Mitgliedern gilt der Bauernbund in Oberösterreich als eine der mitgliederstärksten Teilorganisationen.

## Geschichte
Am 16. Oktober 1869 gab es in Linz erste Gespräche darüber, einen politischen Verein namens „Katholischer Volksverein für Oberösterreich“ zu schaffen, die provisorische Gründung fand schließlich am 24. Dezember 1869 statt.
Der Volksverein war nicht nur eine Art Vororganisation der ÖVP Oberösterreich, aus ihm heraus entwickelte sich auch der Oberösterreichische Bauernbund.
Bereits am 22. Juni 1945 fand ein Treffen ehemaliger führender Funktionäre in Linz statt. In den darauffolgenden Monaten begann ein rascher Wiederaufbau der Bauernbund-Standesorganisation, sodass am 25. Oktober 1945 die Wahl des neuen Vorstandes durchgeführt werden konnte. Mit der Neugründung gliederten sich die Kleinhäusler, die in der Zwischenkriegszeit selbstständig organisiert waren, in den Bauernbund ein. Um diese Vereinigung auch nach außen hin zu dokumentieren, wurde der OÖ Bauernbund am 6. November 1949 in „OÖ Bauern- und Kleinhäuslerbund“ umbenannt. 